# Björnahall
Björnahall även benämnd Maglasäte är en bebyggelse söder om riksväg 13 strax väster om tätort Höör i Höörs kommun. Från 2015 avgränsar SCB här en småort.